# 1913 год в музыке

## События
- 1 апреля — премьера оперы Мануэля де Фалья «Жизнь коротка» в Ницце[1]
- 29 мая — премьера балета Игоря Стравинского «Весна священная» в Театре на Елисейских Полях в Париже, дирижёр — Пьер Монтё, хореография Вацлава Нижинского; музыка Стравинского произвела на слушателей такое впечатление, что в зале началась драка, хореография за оригинальностью музыки осталась незамеченной[2][3]
- 23 августа (5 сентября) — первое исполнение Второго фортепианного концерта С. С. Прокофьева
- Октябрь — первые записи Edison Records в формате «Diamond Disc»[4]
- Компания-производитель органов и фортепиано «Aeolian» представила технологию «Duo-Art» — механическое пианино, на котором можно было как играть, так и воспроизводить уже готовую записанную на перфорированных лентах музыку[5]
- Эдуард Бэрстоу становится органистом в Йоркском соборе

## Хиты
- «The Spaniard That Blighted My Life» Эла Джолсона
- «Till the Sands of the Desert Grow Cold» Алана Тёрнера
- «When the Midnight Choo-Choo Leaves for Alabam’» Артура Коллинза и Байрона Харлана
- «Cohen on the Telephone»
- «It’s Nicer To Be In Bed» Гарри Лаудера

## Классическая музыка
- Клод Дебюсси — детский балет «Ящик с игрушками»; пьеса «Сиринкс» для флейты соло
- Густав Холст — сюита «Святого Пола», опус 29
- Сергей Рахманинов — поэма «Колокола», опус 35
- Игорь Стравинский — балет «Весна священная»
- Луи Виктор Жюль Вьерн — малая месса «Messe basse» для органа и фисгармонии
- Джордж Баттерворт — сочинение для оркестра «Banks of Green Willow»
- Джон Ольден Карпентер — соната для скрипки

## Опера
- Мануэль де Фалья — «Жизнь коротка»
- Габриэль Форе — «Пенелопа»
- Жюль Массне — «Панург»
- Модест Петрович Мусоргский — «Сорочинская ярмарка»
- Узеир Абдул-Гусейн оглы Гаджибеков — оперетта «Аршин мал алан»
- Итало Монтемецци — «Любовь трёх королей»

## Мюзиклы и ревю
- «Adele» — бродвейская постановка, премьера состоялась в театре «Longacre Theatre» 28 августа, было дано 196 представлений
- «The American Maid» — бродвейская постановка
- «The Girl from Utah» — лондонская постановка в Театре Аделфи, премьера состоялась 18 октября, было дано 195 представлений
- «The Girl on the Film» — лондонская постановка в Театре Веселья, премьера состоялась 5 апреля, было дано 232 представления
- «The Girl on the Film» — бродвейская постановка в театре «На 44-й улице», премьера состоялась 29 декабря, было дано 64 представления
- «The Honeymoon Express» — бродвейская постановка в театре «Зимний сад», премьера состоялась 6 февраля, было дано 156 представлений
- «Hullo, Tango» — лондонская постановка в театре «Ипподром», премьера состоялась 23 декабря
- «The Isle o’ Dreams» — бродвейская постановка в театре «Pike’s Opera House», премьера состоялась 27 января, было дано 32 представления
- «The Laughing Husband» — лондонская постановка в театре «Noël Coward Theatre», премьера состоялась 2 октября
- «The Little Café» — бродвейская постановка в театре «Нью-Амстердам», премьера состоялась 10 ноября, было дано 144 представления
- «The Madcap Duchess» — бродвейская постановка в нью-йоркском театре «Глобус», премьера состоялась 11 ноября, было дано 71 представление
- «Der Mädchenmarkt» — венская постановка, премьера состоялась в театре «Carltheater» 7 мая
- «The Marriage Market» — лондонская постановка, премьера состоялась в Театре Дейли 17 мая, было дано 423 представления
- «The Pearl Girl» — лондонская постановка в театре «Shaftesbury», премьера состоялась 25 сентября, было дано 254 представления
- «The Pleasure Seekers» — бродвейская постановка, премьера состоялась в театре «Зимний сад» 3 ноября, было дано 72 представления
- «The Sunshine Girl» — бродвейская постановка, премьера состоялась в театре «Knickerbocker» 3 февраля, было дано 160 представлений
- «Sweethearts» — бродвейская постановка, премьера состоялась в театре «Нью-Амстердам» 8 сентября, с 10 ноября представлений давались в театре «Liberty», в общей сложности — 272 спектакля
- «Ziegfeld Follies» — бродвейское ревю, премьера состоялась 16 июня в театре «Нью-Амстердам», было дано 108 представлений

## Родились

### Январь
- 1 января — Лев Раабен (ум. 2002) — советский и российский музыковед
- 22 января — Сид Басс[англ.] (ум. 1993) — американский композитор и руководитель оркестра
- 24 января — Норман Делло Джойо (ум. 2008) — американский композитор
- 25 января — Витольд Лютославский (ум. 1994) — польский композитор и дирижёр
- 26 января — Джимми Ван Хьюзен (ум. 1990) — американский композитор
- 27 января — Милтон Адольфус[англ.] (ум. 1988) — американский пианист и композитор

### Март
- 2 марта — Селедонио Ромеро[исп.] (ум. 1996) — испанский гитарист, композитор и поэт
- 5 марта — Гангубай Хангал (ум. 2009) — индийская певица
- 6 марта — Элла Логан[англ.] (ум. 1969) — шотландско-американская актриса и певица
- 13 марта — Сергей Михалков (ум. 2009) — советский и российский писатель, баснописец и поэт, автор текста гимна СССР и гимна России
- 19 марта
  - Либеро де Лука[фр.] (ум. 1997) — швейцарский оперный певец (тенор)
  - Смоки Доусон[англ.] (ум. 2008) — австралийский кантри-певец и музыкант
- 23 марта — Ильяс Бахшиш (ум. 2000) — советский и украинский композитор
- 30 марта — Фрэнки Лэйн (ум. 2007) — американский певец
- 31 марта — Этта Бейкер (ум. 2006) — американская блюзовая гитаристка и певица

### Апрель
- 4 апреля
  - Джин Рэйми[англ.] (ум. 1984) — американский джазовый контрабасист
  - Мадди Уотерс (ум. 1983) — американский певец, музыкант и автор песен
- 14 апреля — Жан Фурне (ум. 2008) — французский дирижёр
- 20 апреля — Эрнест Бур (ум. 2001) — французский дирижёр
- 24 апреля — Васил Стефанов (ум. 1991) — болгарский скрипач, дирижёр и педагог

### Май
- 1 мая — Вальтер Зюскинд (ум. 1980) — британский дирижёр чешского происхождения
- 6 мая
  - Дьюла Давид (ум. 1977) — венгерский композитор
  - Кармен Кавалларо[англ.] (ум. 1989) — американский пианист
- 12 мая — Жамелао[порт.] (ум. 2008) — бразильский исполнитель самбы
- 13 мая — Денеш Коромзаи (ум. 2001) — венгерский и американский альтист и музыкальный педагог
- 16 мая — Вуди Герман (ум. 1987) — американский джазовый музыкант и бэндлидер
- 18 мая — Шарль Трене (ум. 2001) — французский певец и автор песен
- 21 мая — Джина Бахауэр (ум. 1976) — греческая пианистка

### Июнь
- 10 июня — Тихон Хренников (ум. 2007) — советский и российский композитор
- 11 июня
  - Реваз Габичвадзе (ум. 1999) — советский и грузинский композитор, дирижёр и музыкальный педагог
  - Ризе Стивенс[англ.] (ум. 2013) — американская оперная певица (меццо-сопрано)
- 14 июня — Петерис Сиполниекс (ум. 1984) — латвийский органист и педагог
- 18 июня — Сэмми Кан (ум. 1993) — американский автор песен
- 23 июня — Хелен Хьюмс[англ.] (ум. 1981) — американская певица
- 28 июня — Джордж Ллойд[англ.] (ум. 1998) — британский композитор

### Июль
- 12 июля — Рейно Хелисмаа (ум. 1965) — финский певец и автор песен
- 15 июля — Ковбой Копас[англ.] (ум. 1963) — американский исполнитель кантри
- 22 июля — Горни Крамер[итал.] (ум. 1995) — итальянский бэндлидер и автор песен
- 27 июля — Сергей Феоктистов (ум. 1999) — советский и российский журналист, поэт и автор песен

### Август
- 2 августа
  - Хэл Блок[англ.] (ум. 1981) — американский автор песен
  - Эдрик Коннор[англ.] (ум. 1968) — тринидадский исполнитель музыки в жанре калипсо
  - Милий Свешников (ум. 1999) — советский и российский трубач и музыкальный педагог
- 3 августа — Галина Петрова (ум. 2015) — советская и российская балерина и балетный педагог
- 14 августа — Франк Пурсель (ум. 2000) — французский композитор и аранжировщик
- 22 августа — Роберт Шоллум (ум. 1987) — австрийский композитор, пианист, органист и педагог
- 28 августа — Роберт Ирвинг[англ.] (ум. 1991) — британский дирижёр
- 29 августа — Сильвия Файн[англ.] (ум. 1991) — американский автор песен

### Сентябрь
- 6 сентября — Джули Гибсон (ум. 2019) — американская актриса и певица
- 20 сентября — Джон Коллинз[англ.] (ум. 2001) — американский джазовый гитарист
- 26 сентября — Дороти Слуп[англ.] (ум. 1998) — американская джазовая пианистка

### Октябрь
- 9 октября — Пичес Джексон (ум. 2002) — американская актриса, танцовщица и ресторатор
- 10 октября — Франс Эллегорд (ум. 1999) — финская и датская пианистка и музыкальный педагог
- 15 октября — Дэвид Кэрролл[англ.] (ум. 2008) — американский дирижёр и автор песен
- 16 октября — Джино Беки (ум. 1993) — итальянский оперный певец (баритон)
- 19 октября — Джон Блэкбёрн[англ.] (ум. 2006) — американский поэт, автор текста песни Moonlight in Vermont[англ.]
- 24 октября — Тито Гобби (ум. 1984) — итальянский оперный певец (баритон)
- 26 октября — Чарли Барнет (ум. 1991) — американский джазовый музыкант, саксофонист, дирижёр и актёр

### Ноябрь
- 2 ноября — Гарри Баббитт[англ.] (ум. 2004) — американский певец
- 3 ноября — Марика Рёкк (ум. 2004) — немецко-австрийская певица, танцовщица и актриса
- 6 ноября — Нина Беликова (ум. 2000) — советская и российская балерина и балетный педагог
- 15 ноября — Гас Джонсон[англ.] (ум. 2000) — американский джазовый барабанщик
- 19 ноября — Блу Бэррон[англ.] (ум. 2005) — американский руководитель оркестра
- 22 ноября — Бенджамин Бриттен (ум. 1976) — британский композитор, дирижёр и пианист
- 28 ноября — Марио Нашимбене (ум. 2002) — итальянский композитор и дирижёр

### Декабрь
- 1 декабря — Мэри Мартин (ум. 1990) — американская певица и актриса
- 21 декабря — Андор Фёльдеш (ум. 1992) — американский пианист, дирижёр и музыкальный педагог
- 30 декабря — Лучио Агостини[англ.] (ум. 1996) — канадский дирижёр и композитор итальянского происхождения

### Без точной даты
- Эмори Кук (ум. 2002) — американский звукоинженер и изобретатель

## Скончались

### Январь
- 4 января — Генрих Гермер (75) — немецкий музыковед и музыкальный педагог
- 17 января — Карл Берман-младший (73) — немецкий пианист, композитор и музыкальный педагог

### Февраль
- 17 февраля — Анастасия Вяльцева (41) — русская эстрадная певица и артистка оперетты
- 26 февраля — Феликс Дрезеке (77) — немецкий композитор

### Март
- 12 марта — Йозеф Байер (61) — австрийский дирижёр и композитор
- 19 марта — Джон Томас (87) — британский валлийский арфист и композитор
- 20 марта — Кристиан Барнеков[дат.] (75) — датский композитор

### Апрель
- 4 апреля — Алессандро Паризотти[итал.] (59) — итальянский композитор

### Май
- 5 мая — Хелен Карт[англ.] (60) — британская театральная импресарио
- 28 мая — Александер Бандровский-Сас (53) — польский оперный певец (драматический баритон, тенор) и музыкальный педагог

### Июнь
- 16 июня — Мэри Шелдон[англ.] (49) — первая женщина-руководитель Нью-Йоркского филармонического оркестра
- 17 июня — Ингеборг Бронзарт фон Шеллендорф (72) — немецкая пианистка и композитор

### Июль
- 4 июля — Надежда Забела-Врубель (45) — русская оперная певица (сопрано)
- 16 июля — Сигизмунд Бахрих (72) — австрийский и венгерский композитор, скрипач и альтист
- 17 июля — Армс Бомонт[англ.] (70) — австралийский певец
- 24 июля — Карл Вебер (79) — русский музыкальный педагог и музыковед немецкого происхождения

### Август
- 19 августа — Геза Аллага[венг.] (72) — венгерский композитор, виолончелист и цимбалист
- 25 августа — Фердинанд Бёкман (70) — немецкий виолончелист

### Сентябрь
- 17 сентября — Альфред Сорманн (52) — немецкий пианист и композитор
- 22 сентября — Элиакум Цунзер[англ.] (72) — литовский поэт, автор песен и бадхен
- 27 сентября — Эдмон Бастунов (59) — украинский и русский оперный певец (баритон) и актёр

### Октябрь
- 20 октября
  - Чарльз Брукфилд[англ.] (56) — британский актёр и драматург
  - Полк Миллер[англ.] (69) — американский банджоист и исполнитель фолк-музыки

### Ноябрь
- 3 ноября — Ганс Бронзарт фон Шеллендорф (83) — немецкий пианист и композитор

### Декабрь
- 6 декабря — Алек Хёрли[англ.] (42) — британский певец в жанре мюзик-холл

### Без точной даты
- Акан Серэ Корамсаулы (69/70) — казахский поэт, композитор и акын
- Людвиг Мильде[нем.] (63/64) — немецкий композитор, сочинитель музыки для фагота